# Парма-Вож
Па́рма-Вож або Пармаво́ж (рос. Парма-Вож, Пармавож) — річка в Республіці Комі, Росія, права притока річки Югид-Вуктил, правої притоки річки Вуктил, правої притоки річки Печора. Протікає територією Троїцько-Печорського району та Вуктильського міського округу.
Перші 1,5 км річка протікає Вуктильським міським округом, потім — територією Трроїцько-Печорського району, а нижня течія — знову на території Вуктильського міського округу. Протікає на південь, південний захід, південь, північний захід та захід.